# 安芸矢口駅
安芸矢口駅（あきやぐちえき）は、広島県広島市安佐北区口田一丁目にある、西日本旅客鉄道（JR西日本）芸備線の駅である。駅番号はJR-P04。

## 歴史
- 1915年（大正4年）4月28日：芸備鉄道の矢口駅として開業[2]。
- 1937年（昭和12年）7月1日：芸備鉄道買収により、国有鉄道芸備線の駅になる[2]。同時に安芸矢口駅に改称[2]。
- 1961年（昭和36年）6月6日：貨物の取り扱いを廃止[2]。
- 1973年（昭和48年）5月1日：国鉄（→JR）の特定都区市内制度における「広島市内」の駅となる[3][注釈 1]。
- 1978年（昭和53年）4月5日：駅舎改築[4]。
- 1984年（昭和59年）2月1日：荷物扱い廃止[2]。
- 1987年（昭和62年）4月1日：国鉄分割民営化により西日本旅客鉄道（JR西日本）に継承[2]。
- 1992年（平成4年）11月1日：みどりの窓口営業開始[5]。
- 1996年（平成8年）6月1日：業務委託駅から直営駅に戻る[6]。
- 2003年（平成15年）10月1日：急行「みよし」の1往復が当駅に停車。
- 2005年（平成17年）4月1日：再び業務委託駅となる。みどりの窓口の営業時間を短縮し、営業時間中に閉鎖時間帯が設定される。
- 2007年（平成19年）
  - 7月1日：ICOCA対応簡易型自動改札機を導入。
  - 9月1日：ICカード「ICOCA」の利用が可能となる。
- 2009年（平成21年）3月：ホームの広島方2両分のかさ上げ工事完了。
- 2018年（平成30年）7月6日 - 22日：豪雨災害により営業休止。
- 2020年（令和2年）10月：駅バリアフリー化改良工事が開始。
- 2024年（令和6年）3月17日：駅バリアフリー工事が終了し、新設備の使用が開始[7]。
- 2025年（令和7年）
  - 5月31日：みどりの窓口の営業を終了[8]。
  - 6月1日：当駅での駅員の常駐を廃止し、インターホンでの遠隔対応に変更[8]。

## 駅構造
島式ホーム1面2線を持ち、列車の交換が可能な地上駅である。線路東側にある駅舎はコンクリートの平屋であり、改札内にICOCAのチャージ機が置いてある。駅舎からホームへは跨線橋で連絡している。
ICOCA（相互利用可能ICカードはICOCAの項を参照）が利用可能。JRの特定都区市内制度における「広島市内」の駅である。

### のりば
| のりば | 路線   | 方向 | 行先             |
| ------ | ------ | ---- | ---------------- |
| 1      | 芸備線 | 上り | 志和口・三次方面 |
| 2      | 芸備線 | 下り | 広島行き         |

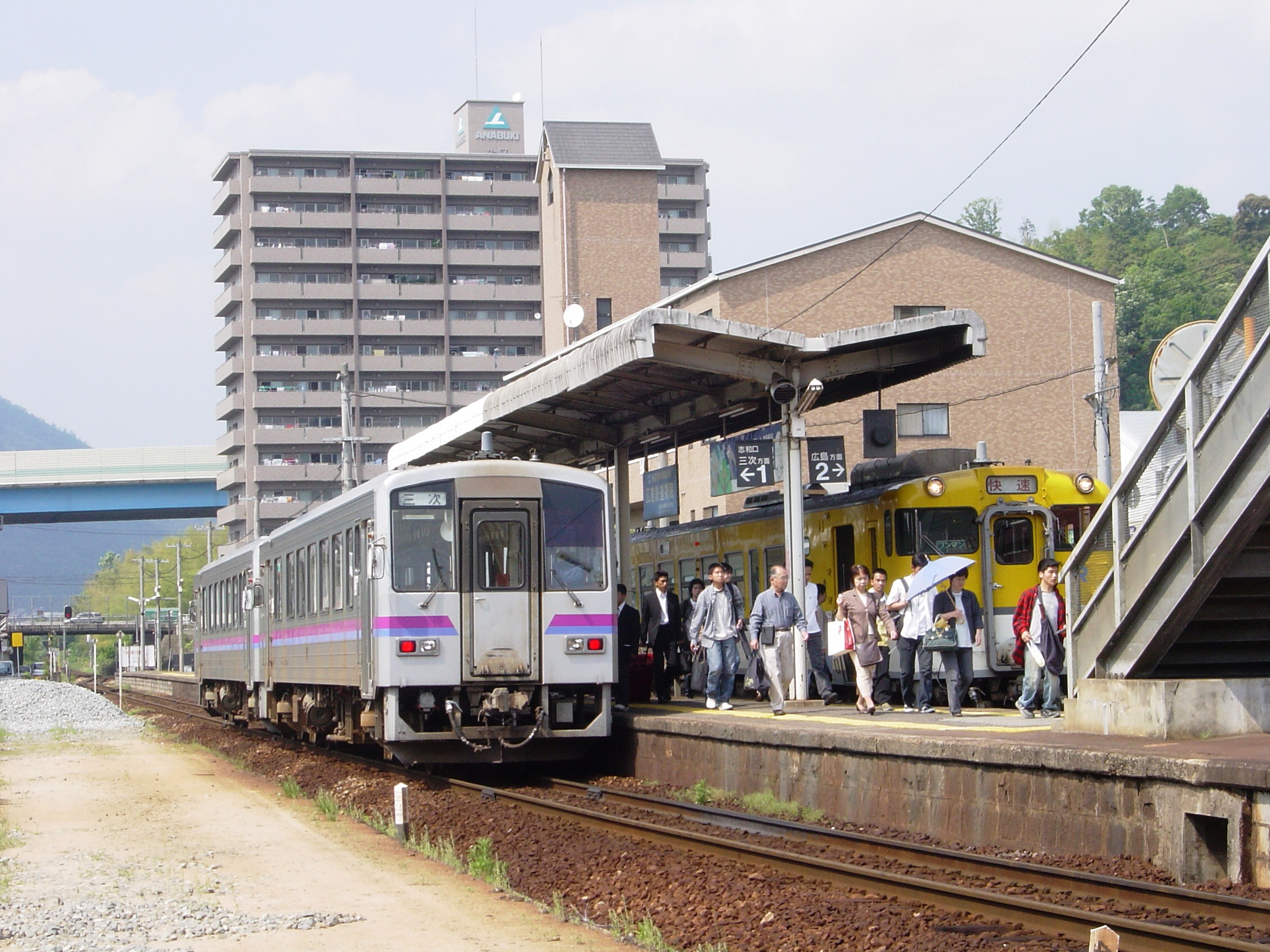
ホーム（2005年5月、駅付近より）

## 利用状況
以下の情報は、広島市統計書及び広島市勢要覧に基づいたデータである。
| 年度               | 1日平均 乗車人員 | 年度毎 総数 | 定期券 総数 | 普通券 総数 |
| ------------------ | ---------------- | ----------- | ----------- | ----------- |
| 1968年（昭和43年） | 344.1            | 251,203     | 209,204     | 41,999      |
| 1969年（昭和44年） | 338.2            | 246,898     | 201,864     | 45,034      |
| 1970年（昭和45年） | 342.9            | 250,314     | 192,212     | 58,102      |
| 1971年（昭和46年） | 375.0            | 274,481     | 211,070     | 63,411      |
| 1972年（昭和47年） | 377.1            | 275,289     | 210,604     | 64,685      |
| 1973年（昭和48年） | 478.9            | 349,621     | 237,868     | 111,753     |
| 1974年（昭和49年） | 650.7            | 474,996     | 305,914     | 169,082     |
| 1975年（昭和50年） | 718.6            | 526,044     | 323,100     | 202,944     |
| 1976年（昭和51年） | 837.7            | 611,501     | 354,960     | 256,541     |
| 1977年（昭和52年） | 849.1            | 619,832     | 358,538     | 261,294     |
| 1978年（昭和53年） | 1,073.8          | 783,889     | 476,298     | 307,591     |

以上の1日平均乗車人員は、乗車数と降車数が同じであると仮定し、年度毎総数を365（閏年が関係する1971・1975年は366）で割った後で、さらに2で割った値を、小数点第二位で四捨五入。小数点一位の値にした物である。
| 年度                | 1日平均 乗車人員 |
| ------------------- | ---------------- |
| 1979年（昭和54年）  | 1,078            |
| 1980年（昭和55年）  | 1,068            |
| 1981年（昭和56年）  | 1,038            |
| 1982年（昭和57年）  | 1,003            |
| 1983年（昭和58年）  | 1,054            |
| 1984年（昭和59年）  | 1,192            |
| 1985年（昭和60年）  | 1,227            |
| 1986年（昭和61年）  | 1,309            |
| 1987年（昭和62年）  | 1,513            |
| 1988年（昭和63年）  | 1,640            |
| 1989年（平成 元年） | 1,533            |
| 1990年（平成02年）  | 1,743            |
| 1991年（平成03年）  | 1,820            |
| 1992年（平成04年）  | 1,894            |
| 1993年（平成05年）  | 1,953            |
| 1994年（平成06年）  | 1,880            |
| 1995年（平成07年）  | 1,840            |
| 1996年（平成08年）  | 1,834            |
| 1997年（平成09年）  | 1,831            |
| 1998年（平成10年）  | 1,903            |
| 1999年（平成11年）  | 1,990            |
| 2000年（平成12年）  | 1,989            |
| 2001年（平成13年）  | 1,924            |
| 2002年（平成14年）  | 1,957            |
| 2003年（平成15年）  | 1,944            |
| 2004年（平成16年）  | 1,972            |
| 2005年（平成17年）  | 1,913            |
| 2006年（平成18年）  | 1,900            |
| 2007年（平成19年）  | 1,917            |
| 2008年（平成20年）  | 1,975            |
| 2009年（平成21年）  | 1,983            |
| 2010年（平成22年）  | 1,925            |
| 2011年（平成23年）  | 1,907            |
| 2012年（平成24年）  | 1,931            |
| 2013年（平成25年）  | 1,999            |
| 2014年（平成26年）  | 2,005            |
| 2015年（平成27年）  | 2,044            |
| 2016年（平成28年）  | 2,053            |
| 2017年（平成29年）  | 2,055            |
| 2018年（平成30年）  | 1,917            |
| 2019年（令和 元年） | 1,902            |
| 2020年（令和02年）  | 1,548            |
| 2021年（令和03年）  | 1,486            |
| 2022年（令和04年）  | 1,549            |

当駅は芸備線の途中駅の中で最も乗降客数が多い。
乗車数グラフ

## 駅名の由来
駅名は、その所在地の旧地名「口田村（のち高陽町）大字矢口」に由来する。なお大字の「矢口」はその後の町名変更により消滅し、現在の町名は「口田」となっている。

## 駅周辺
駅北東部から南東部にかけてはすが丘・翠光台・矢口が丘・梅園・ふじランドといった団地群があり、広島市のベッドタウンの役割を担っている。そのため朝夕の通勤、通学者の乗降量は、かなり多い。西は太田川の土手があり、北側100メートルには安佐大橋と山陽自動車道高架橋が並行している。なお、駅東側の200メートルには広島県道37号広島三次線が通っている。
- 翠光台団地
- はすが丘団地
- 矢口が丘団地
- 梅園団地
- ふじランド（団地）
- 広島市立口田東小学校
- 広島市立落合小学校
- 広島市立口田小学校
- 広島市立口田中学校
- 口田郵便局
- 広島銀行高陽南支店
- もみじ銀行高陽支店
- 広島信用金庫高陽支店
- フレスタ矢口店
- 広島県道459号矢口安古市線
- 安佐大橋
- 広島県道37号広島三次線
- 山陽自動車道 - 太田川の対岸に広島ICがある。
- 国道54号

## バス路線
駅から北へ約100メートルの広島県道459号矢口安古市線沿いに広島交通 の矢口駅前バス停がある。
また、駅から南東へ約250メートルの広島県道37号広島三次線沿いに矢口バス停があり、広島交通・JRバス中国 が発着している。
| 方面               | 系統・行先                                       |
| ------------------ | ------------------------------------------------ |
| 上古市・古市橋駅前 | 71H（川内線）：広島駅                            |
| 中緑井             | 緑井・高陽・北部医療センター線：中緑井（緑井駅） |
| 高陽               | 緑井・高陽・北部医療センター線：北部医療センター |

| 方面              | 系統・行先 |
| 北行き 岩の上方向 | 北行き 岩の上方向 |
| ----------------- | --- |
| 高陽              | 32-1：高陽台 30-2：高陽B団地 30-3・32-3：高陽C団地 30-4：高陽A団地 30-5・30-15・32-5：高陽車庫 30-6・32-6：深川台 30-7・32-7：桐陽台 30-8・32-8：大林車庫 30-9・32-9：上深川（研創） |
| 南行き 不動院方向 | |
| 新白島・広島BC    | 30K・33K・35K：広島バスセンター 30G・35G：広島駅 |
| にぎつ・広島駅    | 32H：広島駅 32H：広島バスセンター |

## 隣の駅
西日本旅客鉄道（JR西日本）
 芸備線
■快速「みよしライナー」・■普通
玖村駅 (JR-P05) - 安芸矢口駅 (JR-P04) - 戸坂駅 (JR-P03)